# Stern der Diplomatie Litauens

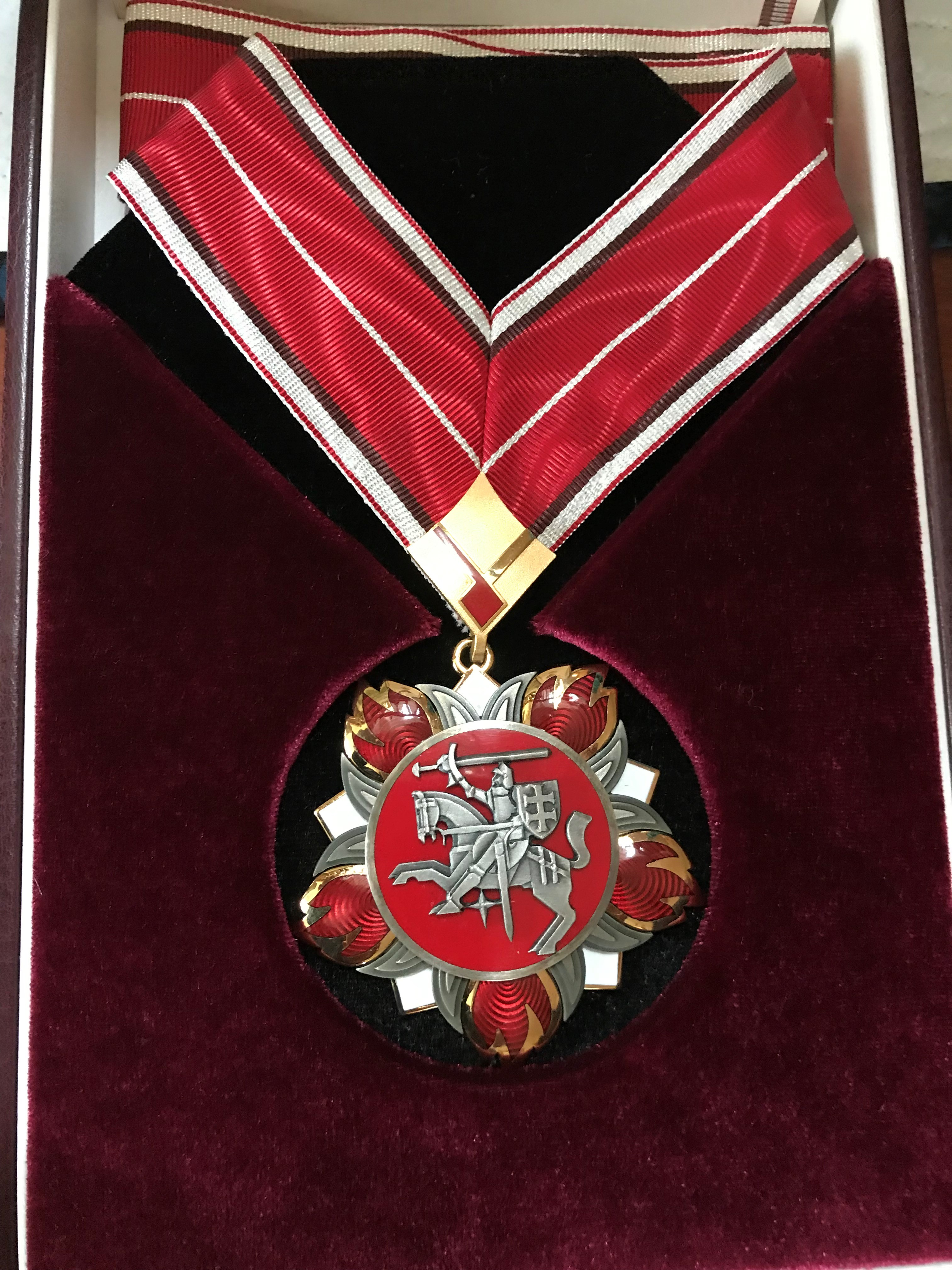
Stern der Diplomatie Litauens

Bandschnalle

Der Stern der Diplomatie Litauens (litauisch Lietuvos diplomatijos žvaigždė) ist eine Auszeichnung (Ehrenzeichen) des Litauischen Staates, die vom Außenministerium der Republik Litauen für die Förderung des Ansehens Litauens im Ausland verliehen wird.

## Geschichte
Das Ehrenzeichen des Außenministeriums „Lietuvos diplomatijos žvaigždė“ wird seit 2010 verliehen. Mit dieser Auszeichnung werden Bürger und Organisationen Litauens sowie anderer Länder für ihre besonderen Verdienste bei der Förderung des Ansehens Litauens und der Pflege und Entwicklung zwischenstaatlicher Beziehungen geehrt.
Orden und Ehrenzeichen besitzen politischen Charakter, als Staatssymbole stehen sie unter dem besonderen Schutz des Staates, sie dienen seiner Selbstdarstellung und transportieren dessen Werte. Die zumeist öffentlich und in feierlichem Rahmen vorgenommene Ehrung durch Orden, Ehrenzeichen oder Preise ist ein Akt der Wertsetzung und Wertpflege innerhalb der jeweiligen Gesellschaft, wobei die Werte zunächst bei der Stiftung und nochmals bei der konkreten Verleihung expliziert werden.

## Ausgezeichnete Personen
- Janas Widackis und Wojciech Wróblewski, ausgezeichnet am 6. September 2011
- Antanas Račas, ausgezeichnet am 10. Januar 2012
- Stanislav Vidugiris (Stasys Vidugiris), ausgezeichnet am 2012. #091
- Jonas Milerius, ausgezeichnet am 7. November 2012
- Gintautas Bertašius, litauischer Geschäftsmann,  ausgezeichnet am 22. November 2012
- Viktoras Šliteris, ausgezeichnet am 11. Oktober 2013
- Rahm Emanuel, US-amerikanischer Politiker, ausgezeichnet am 21. November 2013
- Malgožata Čiževska, ausgezeichnet am 5. Mai 2014
- Džordžas Vaigelis, ausgezeichnet am 11. Juni 2014
- Mykola Zelenecas, Litauischer Diplomatpostum ausgezeichnet am 24. August 2014
- Lietuvių fondas, ausgezeichnet am 4. Oktober 2014
- Vincas Bartusevičius und Vilius Lėnertas, ausgezeichnet am 13. November 2014
- Kazickų šeimos fondas (Kazickas Family Foundation), ausgezeichnet am 26. November 2014
- Alexander Vershbow, ausgezeichnet am 19. Januar 2017
- Steponas Bronius Vaitkevičius, ausgezeichnet am 23. Januar 2017
- Elmaras Brokas, ausgezeichnet am 26. April 2017
- Hirofumi Nakasone, japanischer Politiker, ausgezeichnet am 18. Mai 2017
- Vytautas Landsbergis, litauischer Politiker und Musikwissenschaftler, ausgezeichnet am 12. Oktober 2017
- JAV lietuvių bendruomenė, ausgezeichnet am 7. April 2018
- Vytis Jurkonis, litauischer Politikwissenschaftler, ausgezeichnet am 30. November 2018
- Kanados litauische Gemeinschaft, ausgezeichnet am 3. Februar 2019
- Aurelija Kaškelevičienė, litauische Literaturwissenschaftlerin, ausgezeichnet am 28. März 2019
- Jonas Tomas Daugirdas, litauischer Nephrologe, ausgezeichnet am 3. Mai 2019
- Kendžiras Tamakis, ausgezeichnet am 18. Juni 2019
- Faina Kukliansky, litauische Malerin, ausgezeichnet am 5. Juli 2019
- Jan Erik Holst, norwegischerFilmregisseur, ausgezeichnet am 7. November 2019
- Karolis B. Verneris, ausgezeichnet am 16. September 2020
- Juozas Budraitis, litauischer Schauspieler, ausgezeichnet am 15. Oktober 2020
- NAFO, ausgezeichnet am 8. Juli 2023
- Shigehiro Komaru, japanischer Geschäftsmann, ausgezeichnet am 26. Februar 2024